# The Reunion
The Reunion is een Amerikaanse actie- en dramafilm uit 2011.

## Verhaal
Na de dood van haar vader wordt Nina Cleary (Amy Smart) belast met de vervulling van haar vaders laatste wens om zijn drie zonen weer bij elkaar te brengen: Sam (een geharde politieagent die momenteel geschorst is), Leo (een brutale borgtochtgeldschieter) en Douglas (een knappe 20-jarige dief die net vrij is uit de gevangenis). Wanneer Leo erachter komt dat een gevangene waar hij veel geld aan uitgeleend heeft, wordt verdacht van het ontvoeren van een van de rijkste mensen van het land, overtuigt hij zijn twee broers ervan hem te vergezellen op een gevaarlijk en spannend avontuur.

## Rolverdeling
- John Cena als Sam Cleary
- Ethan Embry als Leo Cleary
- Boyd Holbrook als Douglas Cleary
- Amy Smart als Nina Cleary
- Michael Rispoli als Marcus Canton
- Gregg Henry als Kyle Wills
- Lela Loren als Theresa Trujillo
- Jack Conley als Jack Nealon
- Carmen Serano als Angelina (een stripper)

## Achtergrond
WWE Studios produceerde de film samen met Samuel Goldwyn Films. De opnames vonden plaats in Albuquerque, New Mexico in oktober 2010. De film werd uitgebracht op Blu-ray en DVD op 8 november 2011.

## Ontvangst
De film kreeg negative recensies. Rotten Tomatoes gaf de film een score van 8% gebaseerd op 12 recensies, en een gemiddelde beoordeling van 3.3/10.